# Schelldorfer See
Koordinaten: 52° 27′ 52″ N, 11° 57′ 37″ O

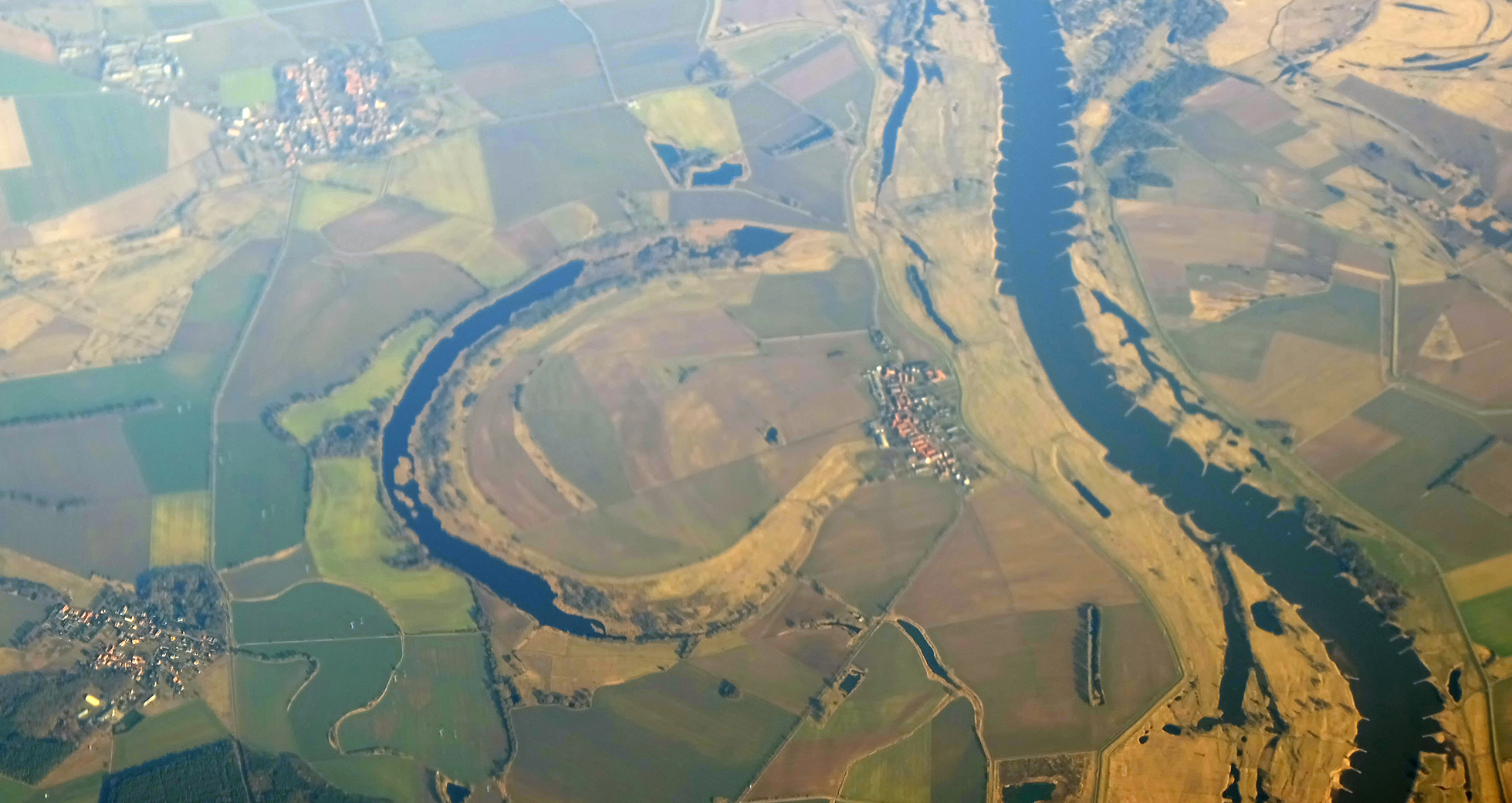
Luftaufnahme (2015): NSG Schelldorfer See in der Bildmitte

Der Schelldorfer See ist ein Naturschutzgebiet in der Stadt Tangerhütte (zwischen den Ortsteilen Schelldorf und Jerchel) im Landkreis Stendal in Sachsen-Anhalt.
Das Naturschutzgebiet mit dem Kennzeichen NSG 0010 ist rund 175 Hektar groß. Es ist nahezu vollständig Bestandteil des FFH-Gebietes „Elbaue zwischen Derben und Schönhausen“ und des EU-Vogelschutzgebietes „Elbaue Jerichow“ und vollständig vom Landschaftsschutzgebiet „Tanger-Elbeniederung“ umgeben. Das Gebiet steht seit 1967 unter Schutz (Datum der Verordnung: 11. September 1967). Zuständige untere Naturschutzbehörde ist der Landkreis Stendal.
Das Naturschutzgebiet liegt südlich von Tangermünde im Biosphärenreservat Mittelelbe. Es stellt einen verlandenden Altarm der Elbe unter Schutz. Da das Gebiet des Altarms ausgedeicht ist, hat es keine Verbindung mehr zum Fluss und unterliegt auch nicht der Gewässerdynamik. Die offene Wasserfläche des Sees beträgt etwa 25 Hektar. Der See beherbergt verschiedene Wasserpflanzen- und Schwimmblattgesellschaften mit Weißer Seerose, Gelber Teichrose, verschiedenen Laichkräutern, darunter Stumpfblättrigem Laichkraut, Stachelspitzigem Laichkraut und Spiegelndem Laichkraut, Wasserfeder, Froschbiss, Krebsschere und Gewöhnlichem Wasserschlauch. In den Verlandungszonen sind vielfach Röhrichte aus Schilf und Wasserschwaden sowie Sumpfhaarstrang, Schmalblättrigem Rohrkolben, Gewöhnlicher Teichbinse, Zungenhahnenfuß, Schwanenblume und Sumpfplatterbse zu finden. Weiterhin wachsen Sumpffarn und Breitblättriger Merk im Naturschutzgebiet.
Am ehemaligen Gleithang auf der Ostseite des Schelldorfer Sees sind Kohldistelwiesen und Kleinseggenriede sowie Gebüsche mit Grauweiden, Ohrweiden, Lorbeerweiden und Faulbäumen zu finden. Am ehemaligen, 0,5 bis 1,5 Meter hohen Prallhang stocken Erlen, Stieleichen, Silberweiden und Weißdorngebüsche.
Das Naturschutzgebiet bietet Lebensraum für zahlreiche Tiere. So brüten hier regelmäßig Rohrweihe, Graugans, Tüpfelsumpfhuhn, Kleines Sumpfhuhn, Teich-, Schilf- und Drosselrohrsänger, Rohrschwirl, Trauerseeschwalbe und Zwergtaucher. Der See ist Lebensraum zahlreicher Fische und Libellen. Auch der Elbebiber ist hier heimisch. Daneben ist das Naturschutzgebiet, das vollständig von Ackerflächen umgeben ist, Rast- und Mausergebiet für verschiedene Wasservögel. Das Gebiet wird über einen Ablaufgraben zur Elbe entwässert.